# Таємна дружина
Таємна дружина — підпільна селянська організація, створена 1877 революц. народниками в Чигиринському повіті Київської губернії для підготовки селянського повстання. 

## Історія
Виникненню «Таємної дружини» передували масові виступи 1875 року в Чигиринському повіті колишніх державних селян, які терпіли від малоземелля і були обтяжені різними податками. Ці виступи охопили 40 сіл з населенням понад 50 тис. чол. Царська влада направила в села війська. 326 селян було віддано до суду, багатьох з них засуджено до тюремного ув'язнення. 
Народники Я. В. Стефанович, Л. Г. Дейч та I. В. Бохановський встановили зв'язки з чигиринськими селянами, вели роботу по створенню революційного селянського товариства. Організацію «Таємна дружина» в селах Чигиринського повіту було почато в лютому 1877. На підпільних селянських сходках, крім прийняття присяги й розв'язання орг. питань, селяни домовлялися не сплачувати податки, домагатися поділу поміщицьких земель, здобувати зброю тощо. Кожна сільс. «Таємна дружина» складалася з 25 дружинників і об'єднувалася в староство на чолі з виборним старостою. Старости входили до складу ради, яка обирала отамана, підпорядкованого «комісарові», нібито призначеному царем («комісаром» був Я. В. Стефанович). Староства було організовано в селах кількох волостей Чигиринського пов., де до «Т. д.» записалося бл. 1 тис. селян. «Таємна дружина» проіснувала бл. 6 місяців. Центром сел. руху було с. Шабельники. Повстання мало початися на поч. жовтня 1877. Але з червня того самого року почалися масові арешти, які тривали до вересня. До слідства було притягнуто понад 1 тис. селян. 
У червні 1879 року в Києві відбувся суд. П'ятьох активних учасників організації було засуджено до тюремного ув'язнення і пізніше заслано до Сибіру. Керівникам організації Я. В. Стефановичу, Л. Г. Дейчу та I. В. Бохановському, яким загрожувала смертна кара, вдалося до суду втекти з в'язниці.